# Manuel Hurtubise
Manuel Hurtubise est un acteur québécois, animateur de télévision et de radio.

## Émissions
Culture et variétés
- Salut Bonjour (chroniqueur) Depuis 2007 TVA
- Connexion (animateur) 2003-2007 TVA/VOX
- Le Guide Touristique (animateur) 2003-2006 TVA/VOX
- Les Entremetteurs (animateur) 2002-2003 TQS
- C’est simple comme Bonjour (co-animateur) 2000-2002 SRC
- Escapades et Voyages (animateur) 1999-2000 TQS
- Les trois mousquetaires (chroniqueur) 1998-2000 SRC
- Flash (Reporter) 1996-1998 TQS
- 25e Anniversaire de Disney World 1997 SRC
- Un Joyeux, Joyeux Noël de Disney 1996-2000 SRC
- Tennis Extra 1995-1997 TQS
- Téléthon de la Recherche sur les maladies infantiles 1994-2003 TQS
- 28-48 (Reporter) 1993 YTV
- Friday's Child International 1993 YTV
- Canada Day 1992 YTV
- Tes choix, Ta santé 1991 SRC
- Défilé de la Saint-Jean Baptiste 1990-1997 SRC
- Garden Party (Chroniqueur) 1989 TQS
- Bonjour TQS (Chroniqueur) 1989-1990 TQS
- Au jour le jour (Chroniqueur) 1988-1990 SRC
- Encan Sablier 1986 Vidéotron

Jeunesse/Famille
- Franc-Croisé 1997-1999 SRC
- 0340 1992-1996 SRC
- Manigances 1991-1997 SRC
- En Transit 1989-1992 SRC
- Mag 26 (TVJQ, 1987-1988) Vidéotron

Radio
- Boom FM
- Rouge FM
- Rythme FM
- Rock-Détente

## Téléséries
- Les Bougon, c'est aussi ça la vie! (Prod. Aetios/Louis Bolduc) 2006 SRC
- Les Olden (Richard Cantin) 1993-1994 TVA : Richard Cantin
- Le Grand Remous 1989 SRC
- Traquenard (Téléfilm) 1989 SRC
- Justice pour tous 1989 TVA
- La Maison Deschênes 1988 TQS
- Les Enfants de la rue : Fernand (1988 Radio-Québec) : Gaston
- Passe-Partout 3 (1987 Radio-Québec) : voix de Pluriel
- Lance et compte (journaliste, 1987 SRC)

## Film
- Urgences – IMAX 1987 ONF